# Мецамор (село)
Мецамор (вірм. Մեծամոր) — село в марзі Армавір, на заході Вірменії. Село розташоване за 11 км на південь від міста Вагаршапат, за 2 км на схід від села Джрарат, за 2 км на захід від села Айкашен та за 2 км на південний захід від села Гай.